# Liste der Stolpersteine in Frankfurt-Niederursel
Die Liste der Stolpersteine in Frankfurt am Main führt die vom Künstler Gunter Demnig verlegten Stolpersteine in Frankfurt am Main auf. Die Initiative Stolpersteine in Frankfurt am Main e. V. hat seit November 2003 die Verlegung von ca. 2000 Stolpersteinen, mindestens fünf Kopfsteinen und mindestens vier Stolperschwellen veranlasst. Die Initiative wird von der Stadt Frankfurt sowie von zahlreichen Institutionen, darunter das Jüdische Museum und das Institut für Stadtgeschichte unterstützt.
Die Steine erinnern an Menschen, die während der Zeit des Nationalsozialismus verfolgt, verhaftet, gequält, entrechtet, zur Flucht oder zum Suizid getrieben oder ermordet wurden. An ihrem letzten frei gewählten Wohnort in Frankfurt erinnern die Steine an alle Opfer des Nationalsozialismus: an Juden, Sinti und Roma, politisch Verfolgte, Zeugen Jehovas, Homosexuelle und Zwangsarbeiter, an als „asozial“ gebrandmarkte Menschen und an die Opfer der sogenannten „Euthanasie“-Morde an Kranken und Behinderten.
Im Oktober 2018 verlegte Gunter Demnig in Frankfurt den europaweit siebzigtausendsten Stein.
Die Stadtteile sind nach der Liste der Stadtteile von Frankfurt am Main angelegt. In den nicht gelisteten Stadtteilen liegen bislang keine Stolpersteine.
Über die hinter den Namen der Opfer liegenden Links lässt sich die zugehörige Biographie auf der Homepage der Stadt Frankfurt aufrufen.

## Liste
| Adresse               | Name               | Verfolgungsschicksal                                                                                 | Verlegedatum  | Bild                                 | Anmerkung |
| --------------------- | ------------------ | --- | ------------- | ------------------------------------ | --------- |
| Kirchgartenstraße 7 · | Amalie Grünebaum   | Amalie Grünebaum, geb. Leon geb. 16.4.1884 Flucht 1939 USA                                           | 30. Okt. 2024 |                                      |           |
| Kirchgartenstraße 7 · | Bernhard Grünebaum | Bernhard Grünebaum geb. 29.9.1912 Flucht 1939 USA                                                    | 30. Okt. 2024 |                                      |           |
| Kirchgartenstraße 7 · | Walter Grünebaum   | Walter Grünebaum geb. 1.10.1914 Flucht 1939 USA                                                      | 30. Okt. 2024 |                                      |           |
| Kirchgartenstraße 7 · | Helmut Grünebaum   | Helmut Grünebaum geb. 15.9.1922 Flucht 1939 USA                                                      | 30. Okt. 2024 |                                      |           |
| Spielsgasse 8 ·       | Paula Schott       | Pauline Schott, geb. Marx geb. 12.8.1875 deportiert 18.8.1942 Theresienstadt Treblinka tod unbekannt | 27. Nov 2016  | Stolperst spielsgasse 8 schott paula |           |
| Spielsgasse 8 ·       | Lina Schott        | Lina Schott geb. 22.4.1907 deportiert 1942 tod unbekannt                                             | 27. Nov 2016  | Stolperst spielsgasse 8 schott lina  |           |
| Spielsgasse 8 ·       | Wanda Schott       | Wanda Schott geb. 24.2.1930 deportiert 1942 tod unbekannt                                            | 27. Nov 2016  | Stolperst spielsgasse 8 schott wanda |           |
| Spielsgasse 8 ·       | Danny Schott       | Danny Schott geb. 12.5.1940 deportiert 1942 tod unbekannt                                            | 27. Nov 2016  | Stolperst spielsgasse 8 schott denny |           |